# 1981年电影

## 第十八屆金馬獎
- 最佳劇情片——《假如我是真的》（永昇公司）
- 最佳導演——徐克《夜來香》
- 最佳男主角——譚詠麟《假如我是真的》
- 最佳女主角——張艾嘉《我的爺爺》
- 1.1981電影 （页面存档备份，存于）